# Рађање радног народа
Рађање радног народа је југословенска телевизијска серија из 1969. године. Серију је режирао Небојша Комадина, док је сценарио написао Александар Поповић. Премијерно је приказана 13. априла 1969. године на ТВ Београд, а снимљено је 12 епизода. Занимљива чињеница је да је после премијерног приказивања серија репризирана тек 34. године касније, 2004. године у емисији Трезор

## Радња
Три главна лика серија су крадљивац, пољопривредник и успешни службеник, који ће након одслужења обавезног војног рока покушати да заради капитал. Они сусрећу две сестре, радницу у фирми проститутку. Заједно сви покушавају да дођу до југословенске верзије америчког сна.

## Списак епизода
| Бр. еп. (у серији) | Бр. еп. (у сезони) | Датум емитовања | ТВ емитер  | Назив                     |
| ------------------ | ------------------ | --------------- | ---------- | ------------------------- |
| 1                  | 1                  | 13. април 1969. | ТВ Београд | Неславни почетак          |
| 2                  | 2                  | 20. април 1969. | ТВ Београд | Принудни смештај          |
| 3                  | 3                  | 27. април 1969. | ТВ Београд | Предглаву венчање         |
| 4                  | 4                  | 4. мај 1969.    | ТВ Београд | Судбоносни разлаз         |
| 5                  | 5                  | 11. мај 1969.   | ТВ Београд | Укрштене речи             |
| 6                  | 6                  | 18. мај 1969.   | ТВ Београд | Лумперај од муке          |
| 7                  | 7                  | 25. мај 1969.   | ТВ Београд | Кад све крене наопако     |
| 8                  | 8                  | 1. јун 1969.    | ТВ Београд | Повратак Анчици           |
| 9                  | 9                  | 8. јун 1969.    | ТВ Београд | Време сагледавања грешака |
| 10                 | 10                 | 15. јун 1969.   | ТВ Београд | Капелникова смрт          |
| 11                 | 11                 | 22. јун 1969.   | ТВ Београд | Црвени барјак             |
| 12                 | 12                 | 29. јун 1969.   | ТВ Београд | Живео социјализам         |

## Улоге
| Глумац                     | Улога                     |
| -------------------------- | ------------------------- |
| Бора Тодоровић             | Растислав Руле Станић     |
| Властимир Ђуза Стојиљковић | Ђорђе Двопрсташ Милићевић |
| Слободан Алигрудић         | Миодраг Миле Ратковчанин  |
| Ружица Сокић               | молерка                   |
| Љерка Драженовић           | амбасадорка               |
| Виктор Старчић             | капелник Светозар         |
| Вука Дунђеровић            | Светозарева жена Злота    |
| Маја Чучковић Драшкић      | Мубера Мила Босанка       |
| Никола Симић               | Шуре                      |
| Миа Адамовић               | Мери Мерименка            |
| Зоран Радмиловић           | Јова Меденица             |
| Дара Чаленић               | Рулетова девојка Анчица   |
| Марко Тодоровић            | Степа                     |
| Момчило Животић            | милиционер                |

Остале улоге ▼
| Глумац                    | Улога                        |
| ------------------------- | ---------------------------- |
| Милутин Бутковић          | келнер                       |
| Ђорђе Јелисић             | иследник                     |
| Милорад Трандафиловић     | Радин стриц                  |
| Ратко Сарић               | погребник                    |
| Бранка Петрић             | Степина секретарица          |
| Миливоје Жикић            |                              |
| Данило Бата Стојковић     | Бангеја Кукуљевић            |
| Никола Милић              | Милетов отац                 |
| Светолик Никачевић        | Богољуб Љуба Станић          |
| Боривоје Бора Стојановић  | конобар Пирке                |
| Надежда Брадић            | чистачица                    |
| Марија Драговић           | Двопрсташева колегиница Рада |
| Миодраг Гавриловић        | иследник на Голом отоку      |
| Стеван Максић             |                              |
| Иван Манојловић           |                              |
| Богдан Михаиловић         |                              |
| Љиљана Шљапић             | Молеркина колегиница         |
| Предраг Тасовац           | корумпирани благајник        |
| Јован Антић               |                              |
| Мелита Бихали             | Молеркина колегиница         |
| Бранко Цвејић             | Степин син Бобан             |
| Душан Крцун Ђорђевић      | Радин удварач                |
| Буда Јеремић              | стражар                      |
| Ђорђе Јовановић           |                              |
| Небојша Комадина          | самог себе                   |
| Зорка Манојловић          | Радина тетка                 |
| Бранислав Цига Миленковић | Шустер                       |
| Зоран Панић               |                              |
| Божидар Павићевић         | водник Смајо                 |
| Радомир Поповић           | прифесор I                   |
| Милан Пузић               | професор II                  |
| Славко Симић              | старац на клупи              |
| Вера Томановић            | Стака                        |
| Ратко Милетић             | војник                       |